# Paralecanium album
Paralecanium album är en insektsart som beskrevs av Takahashi 1950. Paralecanium album ingår i släktet Paralecanium och familjen skålsköldlöss. Inga underarter finns listade i Catalogue of Life.